# Hisashi Jōgo
Hisashi Jōgo (城後 寿?, Jōgo Hisashi; Fukuoka, 16 aprile 1986) è un calciatore giapponese, attaccante dell'Avispa Fukuoka.

## Palmarès

### Club

#### Competizioni nazionali
- Coppa J. League: 1

Avispa Fukuoka: 2023